# Prostigmata
Prostigmata zijn  een onderorde van mijten binnen de orde Trombidiformes. 

## Taxonomie
De volgende taxa zijn bij de onderorde ingedeeld:
- Infraorde Labidostommatina Krantz, 1978
  - Superfamilie Labidostommatoidea Oudemans, 1904
    - Familie Labidostommatidae Oudemans, 1904 (5 geslachten, 51 soorten)
- Infraorde Eupodina Krantz, 1978
  - Superfamilie Bdelloidea Dugès, 1834
    - Familie Bdellidae Dugès, 1834 (15 geslachten, 256 soorten)
    - Familie Cunaxidae Thor, 1902 (27 geslachten, 329 soorten)

  - Superfamilie Eriophyoidea Nalepa, 1898
    - Familie Phytoptidae Murray, 1877 (20 geslachten, 164 soorten)
    - Familie Eriophyidae Nalepa, 1898 (274 geslachten, 3790 soorten)
    - Familie Diptilomiopidae Keifer, 1944 (63 geslachten, 450 soorten)

  - Superfamilie Eupodoidea Koch, 1842
    - Familie Cocceupodidae Jesionowska, 2010 (3 geslachten, 23 soorten)
    - Familie Eupodidae Koch, 1842 (10 geslachten, 69 soorten)
    - Familie Dendrochaetidae Olivier, 2008 (1 geslacht, 1 soort)
    - Familie Eriorhynchidae Qin & Halliday, 1997 (1 geslacht, 5 soorten)
    - Familie Pentapalpidae Olivier & Theron, 2000 (1 geslacht, 1 soort)
    - Familie Penthaleidae Oudemans, 1931 (5 geslachten, 16 soorten)
    - Familie Penthalodidae Thor, 1933 (6 geslachten, 35 soorten)
    - Familie Rhagidiidae Oudemans, 1922 (28 geslachten, 157 soorten)
    - Familie Strandtmanniidae Zacharda, 1979 (1 geslacht, 2 soorten)

  - Superfamilie Halacaroidea Murray, 1877
    - Familie Halacaridae Murray, 1877 (63 geslachten, 1118 soorten)
    - Familie Pezidae Harvey, 1990 (1 geslacht, 2 soorten)

  - Superfamilie Tydeoidea Kramer, 1877
    - Familie Triophtydeidae André, 1980 (3 geslachten, 40 soorten)
    - Familie Ereynetidae Oudemans, 1931 (29 geslachten, 180 soorten)
    - Familie Tydeidae Kramer, 1877 (30 geslachten, 340 soorten)
    - Familie Iolinidae Pritchard, 1956 (36 geslachten, 125 soorten)
- Infraorde Anystina Anystina van der Hammen, 1972
  - Hyporde Anystae Krantz, 1978
    - Superfamilie Adamystoidea Cunliffe, 1957
      - Familie Adamystidae Cunliffe, 1957 (4 geslachten, 20 soorten)

    - Superfamilie Anystoidea Oudemans, 1936
      - Familie Anystidae Oudemans, 1936 (18 geslachten, 107 soorten)
      - Familie Pseudocheylidae Oudemans, 1909 (3 geslachten, 15 soorten)
      - Familie Teneriffiidae Thor, 1911 (5 geslachten, 20 soorten)23

    - Superfamilie Caeculoidea Berlese, 1883
      - Familie Caeculidae Berlese, 1883 (7 geslachten, 73 soorten)

    - Superfamilie Pomerantzioidea Baker, 1949
      - Familie Pomerantziidae Baker, 1949 (2 geslachten, 6 soorten)

    - Superfamilie Paratydeoidea Baker, 1949
      - Familie Paratydeidae Baker, 1949 (6 geslachten, 10 soorten)
      - Familie Stigmocheylidae Kethley, 1990 (1 geslacht, 4 soorten)

  - Hyporde Parasitengona Oudemans, 1909
    - Superfamilie Calyptostomatoidea Oudemans, 1923
      - Familie Calyptostomatidae Oudemans, 1923 (1 geslacht, 6 soorten)

    - Superfamilie Erythraeoidea Robineau-Desvoidy, 1828
      - Familie Erythraeidae Robineau-Desvoidy, 1828 (55 geslachten, 771 soorten)
      - Familie Smarididae Kramer, 1878 (10 geslachten, 53 soorten)32
      - Familie  † Proterythraeidae Vercammen-Grandjean, 1973 (1 geslacht, 1 soort)

    - Superfamilie Amphotrombioidea Zhang, 1998
      - Familie Amphotrombiidae Zhang, 1998 (1 geslacht, 1 soort)

    - Superfamilie Allotanaupodoidea Zhang & Fan, 2007
      - Familie Allotanaupodidae Zhang & Fan, 2007 (3 geslachten, 6 soorten)

    - Superfamilie Chyzerioidea Womersley, 1954
      - Familie Chyzeriidae Womersley, 1954 (11 geslachten, 30 soorten)

    - Superfamilie Tanaupodoidea Thor, 1935
      - Familie Tanaupodidae Thor, 1935 (7 geslachten, 23 soorten)

    - Superfamilie Trombiculoidea Ewing, 1929
      - Familie Johnstonianidae Thor, 1935 (10 geslachten, 53 soorten)
      - Familie Neotrombidiidae Feider, 1959 (5 geslachten, 24 soorten)
      - Familie Trombellidae Leach, 1815 (19 geslachten, 41 soorten)
      - Familie Leeuwenhoekiidae Womersley, 1944 (33 geslachten, 230 soorten)
      - Familie Trombiculidae Ewing, 1929 (152 geslachten, 3100 soorten)
      - Familie Walchiidae Ewing, 1946 (19 geslachten, 298 soorten)
      - Familie Audyanidae Southcott, 1987 (1 geslacht, 1 soort)

    - Superfamilie Trombidioidea Leach, 1815
      - Familie Achaemenothrombiidae Saboori, Wohltmann & Hakimitabar, 2010 (1 geslacht, 2 soorten)
      - Familie Neothrombiidae Feider, 1959 (16 geslachten, 25 soorten)
      - Familie Microtrombidiidae Thor, 1935 (126 geslachten, 437 soorten)
      - Familie Trombidiidae Leach, 1815 (25 geslachten, 253 soorten)

    - Superfamilie Yurebilloidea Southcott, 1996
      - Familie Yurebillidae Southcott, 1996 (1 geslacht, 1 soorten)

    - Superfamilie Hydryphantoidea Piersig, 1896
      - Familie Hydryphantidae Piersig, 1896 (51 geslachten, 329 soorten)
      - Familie Hydrodromidae Viets, 1936 (2 geslachten, 28 soorten)
      - Familie Rhynchohydracaridae Lundblad, 1936 (5 geslachten, 13 soorten)
      - Familie Teratothyadidae Viets, 1929 (2 geslachten, 9 soorten)
      - Familie Ctenothyadidae Lundblad, 1936 (2 geslachten, 3 soorten)
      - Familie Thermacaridae Sokolow, 1927 (1 geslachten, 4 soorten)
      - Familie Zelandothyadidae Cook, 1983 (2 geslachten, 3 soorten)
      - Familie Malgasacaridae Tuzovskij, Gerecke & Goldschmidt 2007 (1 geslacht, 1 soort)

    - Superfamilie Eylaoidea Leach, 1815
      - Familie Eylaidae Leach, 1815 (2 geslachten, 96 soorten)
      - Familie Limnocharidae Grube, 1859 (5 geslachten, 44 soorten)
      - Familie Piersigiidae Oudemans, 1902 (4 geslachten, 9 soorten)
      - Familie Apheviderulicidae Gerecke, Smith & Cook, 1999 (1 geslacht, 3 soorten)

    - Superfamilie Hydrovolzioidea Thor, 1905
      - Familie Hydrovolziidae Thor, 1905 (3 geslachten, 16 soorten)
      - Familie Acherontacaridae Cook, 1967 (2 geslachten, 19 soorten)

    - Superfamilie Hydrachnoidea Leach, 1815
      - Familie Hydrachnidae Leach, 1815 (1 geslacht, 131 soorten)

    - Superfamilie Lebertioidea Thor, 1900
      - Familie Bandakiopsidae Panesar, 2004 (3 geslachten, 4 soorten)
      - Familie Stygotoniidae Cook, 1992 (1 geslacht, 1 soort)
      - Familie Sperchontidae Thor, 1900 (5 geslachten, 173 soorten)
      - Familie Rutripalpidae Sokolow, 1934 (1 geslacht, 2 soorten)
      - Familie Teutonidae Koenike, 1910 (2 geslachten, 6 soorten)
      - Familie Anisitsiellidae Koenike, 1910 (29 geslachten, 159 soorten)
      - Familie Lebertiidae Thor, 1900 (3 geslachten, 138 soorten)
      - Familie Acucapitidae Wiles, 1996 (1 geslacht, 2 soorten)
      - Familie Oxidae Viets, 1926 (2 geslachten, 126 soorten)
      - Familie Torrenticolidae Piersig, 1902 (6 geslachten, 397 soorten)

    - Superfamilie Hygrobatoidea Koch, 1842
      - Familie Pontarachnidae Koenike, 1910 (2 geslachten, 40 soorten)
      - Familie Limnesiidae Thor, 1900 (29 geslachten, 227 soorten)
      - Familie Omartacaridae Cook, 1963 (2 geslachten, 14 soorten)
      - Familie Wettinidae Cook, 1956 (4 geslachten, 9 soorten)
      - Familie Frontipodopsidae Viets, 1931 (1 geslacht, 9 soorten)
      - Familie Ferradasiidae Cook, 1980 (1 geslacht, 1 soort)
      - Familie Lethaxonidae Cook, Smith & Harvey, 2000 (3 geslachten, 16 soorten)
      - Familie Hygrobatidae Koch, 1842 (82 geslachten, 846 soorten)
      - Familie Aturidae Thor, 1900 (81 geslachten, 800 soorten)
      - Familie Feltriidae Viets, 1926 (1 geslacht, 115 soorten)
      - Familie Unionicolidae Oudemans, 1909 (18 geslachten, 477 soorten)
      - Familie Pionidae Thor, 1900 (15 geslachten, 342 soorten)
      - Familie Astacocrotonidae Thor, 1927 (1 geslacht, 1 soort)

    - Superfamilie Arrenuroidea Thor, 1900
      - Familie Momoniidae Viets, 1926 (13 geslachten, 55 soorten)
      - Familie Nudomideopsidae Smith, 1990 (3 geslachten, 31 soorten)
      - Familie Mideopsidae Koenike, 1910 (8 geslachten, 113 soorten)
      - Familie Athienemanniidae Viets, 1922 (16 geslachten, 43 soorten)
      - Familie Chappuisididae Motas & Tanasachi, 1946 (2 geslachten, 13 soorten)
      - Familie Gretacaridae Viets, 1978 (1 geslacht, 15 soorten)
      - Familie Neoacaridae Motas & Tanasachi, 1947 (2 geslachten, 19 soorten)
      - Familie Mideidae Thor, 1911 (2 geslachten, 6 soorten)
      - Familie Acalyptonotidae Walter, 1911 (2 geslachten, 4 soorten)
      - Familie Kantacaridae Imamura, 1959 (1 geslacht, 1 soort)
      - Familie Nipponacaridae Imamura, 1959 (1 geslacht, 3 soorten)
      - Familie Harpagopalpidae Viets, 1924 (1 geslacht, 7 soorten)
      - Familie Arenohydracaridae Cook, 1974 (1 geslacht, 3 soorten)
      - Familie Amoenacaridae Smith & Cook, 1997 (1 geslacht, 3 soorten)
      - Familie Laversiidae Cook, 1955 (1 geslacht, 1 soort)
      - Familie Krendowskiidae Viets, 1926 (4 geslachten, 52 soorten)
      - Familie Arrenuridae Thor, 1900 (7 geslachten, 950 soorten)
      - Familie Bogatiidae Motas & Tanasachi, 1948 (2 geslachten, 3 soorten)
      - Familie Hungarohydracaridae Motas & Tanasachi, 1959 (5 geslachten, 17 soorten)
      - Familie Uchidastygacaridae Imamura, 1956 (3 geslachten, 15 soorten)

    - Superfamilie Stygothrombidioidea Thor, 1935
      - Familie Stygothrombiidae Thor, 1935 (5 geslachten, 16 soorten)
- Infraorde Eleutherengona
  - Hyporde Raphignathina Kethley, 1982
    - Superfamilie Cheyletoidea Leach, 1815
      - Familie Cheyletidae Leach, 1815 (75 geslachten, 438 soorten)
      - Familie Demodicidae Nicolet, 1855 (7 geslachten, 108 soorten)
      - Familie Harpirhynchidae Dubinin, 1957 (14 geslachten, 93 soorten)
      - Familie Psorergatidae Dubinin, 1955 (3 geslachten, 73 soorten)
      - Familie Syringophilidae Lavoipierre, 1953 (63 geslachten, 259 soorten)

    - Superfamilie Myobioidea Mégnin, 1877
      - Familie Myobiidae Mégnin, 1877 (54 geslachten, 503 soorten)

    - Superfamilie Pterygosomatoidea Oudemans, 1910
      - Familie Pterygosomatidae Oudemans, 1910 (10 geslachten, 166 soorten)

    - Superfamilie Raphignathoidea Kramer 1877
      - Familie Barbutiidae Robaux, 1975 (1 geslacht, 5 soorten)
      - Familie Caligonellidae Grandjean, 1944 (5 geslachten, 50 soorten)
      - Familie Camerobiidae Southcott, 1957 (7 geslachten, 146 soorten)
      - Familie Cryptognathidae Oudemans, 1902 (3 geslachten, 52 soorten)60
      - Familie Dasythyreidae Walter & Gerson, 1998 (2 geslachten, 5 soorten)
      - Familie Eupalopsellidae Willmann, 1952 (5 geslachten, 40 soorten)
      - Familie Homocaligidae Wood, 1970 (2 geslachten, 8 soorten)
      - Familie Mecognathidae Gerson & Walter, 1998 (2 genera, 7 soorten)
      - Familie Raphignathidae Kramer, 1877 (3 geslachten, 57 soorten)
      - Familie Stigmaeidae Oudemans, 1931 (30 geslachten, 502 soorten)
      - Familie Xenocaligonellididae Gonzalez, 1978 (2 geslachten, 5 soorten)

    - Superfamilie Tetranychoidea Donnadieu 1875
      - Familie Allochaetophoridae Reck, 1959 (1 geslacht, 2 soorten)
      - Familie Linotetranidae Baker & Pritchard, 1953 (4 geslachten, 16 soorten)
      - Familie Tenuipalpidae Berlese, 1913 (34 geslachten, 895 soorten)
      - Familie Tetranychidae Donnadieu 1875 (95 geslachten, 1270 soorten)
      - Familie Tuckerellidae Baker & Pritchard, 1953 (1 geslacht, 28 soorten)

  - Hyporde Heterostigmata Berlese, 1899
    - Superfamilie Dolichocyboidea Mahunka, 1970
      - Familie Dolichocybidae Mahunka, 1970 (6 geslachten, 37 soorten)
      - Familie Crotalomorphidae Lindquist & Krantz, 2002 (1 geslacht, 1 soort)

    - Superfamilie Heterocheyloidea Trägårdh, 1950
      - Familie Heterocheylidae Trägårdh, 1950 (1 geslacht, 25 soorten)

    - Superfamilie Pyemotoidea Oudemans, 1937
      - Familie Acarophenacidae Cross, 1965 (7 geslachten, 31 soorten)
      - Familie Caraboacaridae Mahunka, 1970 (2 geslachten, 7 soorten)
      - Familie Resinacaridae Mahunka, 1976 (2 geslachten, 2 soorten)
      - Familie Pyemotidae Oudemans, 1937 (1 geslacht, 24, soorten)

    - Superfamilie Pygmephoroidea Cross, 1965
      - Familie Pygmephoridae Cross, 1965 (27 geslachten, 310 soorten)
      - Familie Scutacaridae Oudemans, 1916 (24 geslachten, 802 soorten)
      - Familie Microdispidae Cross, 1965 (17 geslachten, 109 soorten)
      - Familie Neopygmephoridae Cross, 1965 (17 geslachten, 248 soorten)

    - Superfamilie Tarsocheyloidea Atyeo & Baker, 1964
      - Familie Tarsocheylidae Atyeo & Baker, 1964 (2 geslachten, 3 soorten)

    - Superfamilie Tarsonemoidea Kramer, 1877
      - Familie Podapolipidae Ewing, 1922 (30 geslachten, 239 soorten)
      - Familie Tarsonemidae Kramer, 1877 (41 geslachten, 566 soorten)

    - Superfamilie Trochometridioidea Mahunka 1970
      - Familie Trochometridiidae Mahunka 1970 (2 geslachten, 6 soorten)
      - Familie Athyreacaridae Lindquist, Kaliszewski & Rack, 1990 (1 geslacht, 1 soort)

  - Hyporde incertae sedis
    - Superfamilie Cloacaroidea Camin, Moss, Oliver & Singer, 1967
      - Familie Cloacaridae Camin, Moss, Oliver & Singer, 1967 (6 geslachten, 14 soorten)
      - Familie Epimyodicidae Fain, Lukoschus & Rosmalen, 1982 (1 geslacht, 4 soorten)